# TKB-022突击步枪
TKB-022（俄语：ТКБ-022；ТКБ，全寫：Тульское Конструкторское Бюро，意為：圖拉設計局）、TKB-022P（俄语：ТКБ-022П）、TKB-022PM No. 1（俄语：ТКБ-022ПМ № 1）、TKB-022PM No. 2（俄语：ТКБ-022ПМ № 2）和TKB-022PM5 No. 1（俄语：ТКБ-022ПМ5 № 1）是一系列由苏联輕兵器設計師日耳曼·A·科洛波夫於1960年代設計的犢牛式突击步枪，可以全自動射擊，分別是發射7.62×39毫米苏联口徑步枪子彈（TKB-022PM No. 1和TKB-022PM No. 2）和.220俄羅斯子彈（5.6×39毫米）口徑步枪子彈（TKB-022PM5 No. 1）。

## 歷史
1961年，苏联開始新型突击步枪的研究計劃，目的是探索更先進的新型突击步枪和原理，要求參加評選的產品必需設計簡單、槍身輕巧而且可靠。於是日耳曼·A·科洛波夫設計了TKB-022。

## 概述
這種武器是氣動式操作，位於槍管上方的環狀氣動活塞會圍繞著槍機並且使槍機垂直移動，這使得它可以最大限度地降低了機匣的總長度。一條U形杆連抽殼鈎的用途是抓著子彈，並且將子彈從彈匣推動到膛室內。而在射擊以後，U形杆連退殼鉤會抓著下一發子彈並且推動到膛室內。另外，這種突击步枪和TKB-011 2M一樣是第一種使用前置式拋殼口的突擊步槍。在發射以後，原來的彈殼會被抽出膛室並且經由機匣內部的機構，從下方的拋殼口自然排出。正因為這種槍裝上這一種機械裝置，解決了左手射擊時彈殼拋向射手面部及氣體灼傷的問題，並使得一般犢牛式枪械都不可能以左右雙手進行射擊變成了可能。現在的FN F2000亦有使用類似的設計。
這種武器有最佳的突擊步槍的槍管长度及總長度之間的比例。就算是以不穩定的姿勢射擊，TKB-022PM No. 1和TKB-022PM No. 2的精度都是AKM的3倍。而TKB-022PM5 No. 1在100公尺（109.36码）距離以橫臥的姿勢射擊時的精度比AKM好。
雖然這種突击步枪的表現不錯，但是他們遭到的蘇聯軍隊保守派將領的強烈抵制。此外，還有擔心這種武器的設計問題，例如將全槍的重心設於武器的尾部（將全槍的重心設於武器的握把位置，會更容易操作武器）和武器的塑料外殼以及武器本身在長時間的惡劣條件下操作時的耐用性。

## 衍生型
- TKB-022 No. 1、No. 2和No. 3—於1961年設計，以可卸式彈匣取代了手槍握把。自動模式為氣動式和轉拴式槍栓。在測試中，TKB-022 No. 1和No. 3可以在任何情況下分別發射13,350發和3,036發子彈，其精度不下於AKM。
- TKB-022P No. 1、No. 2和No. 3—於1962年設計，這時全槍是採用犢牛式設計，該設計大量使用塑料件製造。其精度亦不下於AKM。
- TKB-022PM No. 1和No. 2—TKB-022P的升級版本，提高了不穩定的姿勢的射擊精度。其精度都是AKM的3倍。為了確保左右雙手都可以進行射擊，射出的彈殼會在槍口附近的拋殼口排出。新版本還採用了原來設計的槍機系統和可以安裝在槍口的阻氣管以發射槍榴彈。快慢機裝設在左側的握把上方。
- TKB-022PM5 No. 1—這是TKB-022PM的.220俄羅斯（英语：.220 Russian）（5.6×39毫米）口徑版本。在100公尺（109.36码）距離以橫臥的姿勢射擊時的精度比AKM優秀。

## 外部連結
- （英文）—Modern Firearms—Korobov TKB-022 assault rifle (experimental)（页面存档备份，存于）
- （英文）—The Firearm Blog—
  - Korobov TKB-022 experimental assault rifle（页面存档备份，存于）
  - Rare Soviet Bullpup（页面存档备份，存于）
- （俄文）—ТКБ-022 описание ТКБ-022 на сайте weapon.at.ua（页面存档备份，存于）
- （俄文）—Table of Soviet / Russian Assault Rifles（页面存档备份，存于）
- 圖像：TKB-022PM No. 1
- 圖像：TKB-022PM No. 2
- 圖像：TKB-022PM5 No. 1
- 圖像：TKB-022PM No. 2, 1965 -槍身左側（页面存档备份，存于）
- 圖像：TKB-022PM No. 2, 1965 -槍身右側（页面存档备份，存于）